# Рахманов, Абдуразык
Абдуразык Рахманов — советский хозяйственный, государственный и политический деятель, Герой Социалистического Труда.

## Биография
Родился в 1907 году в кишлаке Котаган. Член КПСС с 1941 года.
С 1922 года — на хозяйственной, общественной и политической работе. В 1922—1984 гг. — чоряккор, дехканин, колхозник, заместитель председателя колхоза «Кизил Тоджикистон», участник Великой Отечественной войны, председатель колхоза имени Жданова Молотовабадского района Таджикской ССР.
Указом Президиума Верховного Совета СССР от 17 января 1957 года присвоено звание Героя Социалистического Труда с вручением ордена Ленина и золотой медали «Серп и Молот».
Избирался депутатом Верховного Совета Таджикской ССР 4-го, 11-го созывов.
Умер в 1989 году.